# Enric Guarner i Dalias
Enric Guarner i Dalias (Barcelona, 17 de juny de 1932) és un metge català naturalitzat mexicà, germà del també metge Vicenç Guarner i Dalias.

## Biografia
El seu pare va combatre a la guerra civil espanyola com a coronel de l'Exèrcit Popular de la República, i en acabar el conflicte es va exiliar amb tota la família a Casablanca (Protectorat francès del Marroc), d'on el 1941 marxaren cap a Mèxic.
A Mèxic va estudiar al Colegio Madrid i el 1956 es graduà en medicina a la Universitat Nacional Autònoma de Mèxic amb una tesi sobre El fascículo tegmental central. De 1956 a 1957 fou resident de Psiquiatria del programa de la Universitat Washington a Saint Louis (Missouri). Durant 1957 i 1958 va fer el segon any en la Universitat de Texas, a Galveston. El tercer any el cursà en la Fundació Pinel de Seattle, Washington.
El 1959 va tornar a Mèxic i va continuar estudiant a l'Institut de Psicoanàlisi de l'Associació Psicoanalítica Mexicana. Acabà en 1965 i des de llavors es dedicà a la pràctica privada. Entre 1959 i 1962 és fou consultant psiquiàtric de l'Hospital General i també professor auxiliar en el curs de Neurologia.
Entre 1965 i 1970, Guarner és membre de l'Associació Psicoanalítica Mexicana i realitza una recerca sobre l'experiència amb drogues, que amb el títol The Psychodynamic Aspects of Drug Experience fou publicat a The British Journal of Medical Psychology  en 1966. El treball es basa en l'esquema de Melanie Klein sobre l'efecte del consum de fongs al·lucinògens o mescalina en posicions esquizo-paranoide i maniaco-depressiva i fou un dels primers en el terreny de l'ús de substàncies psicodèliques. En un altre article, Some Thoughts on the Symbolisn of Bullfights, a Paychoanalytic Review (1970), a través del psicoanàlisi de dos toreros fa un estudi sobre la psicologia de la tauromàquia a través de la història. Posteriorment va publicar diversos articles i llibres sobre l'homosexualitat, la histèria, l'ejaculació precoç des de l'òptica del psicoanàlisi i la interpretació dels somnis.
De 1970 a 1976 fou consultant a l'Hospital de la UNAM i des de 1983 fins a 2008 catedràtic del curs de doctorat de psicologia a la Universitat de La Salle.

## Obres
- The Psychodynamic Aspects of Drug Experience Arxivat 2014-09-11 a Wayback Machine. a The British Journal of Medical Psychology  (1966)
- Some Thoughts on the Symbolisn of Bullfights Arxivat 2014-09-11 a Wayback Machine., a Paychoanalytic Review (1970)
- The Problem of Hysteria a The Psychoanalitic Forum (1972)
- Un homosexual: sus sueños (1976) amb Santiago Ramírez i Isabel Díaz de Portillo
- Lack of Timing in an Unusual Case of Ejaculatio Praecox Arxivat 2014-09-11 a Wayback Machine. (1977).
- Psicopatología Clínica y Tratamiento Analítico Arxivat 2014-09-11 a Wayback Machine. (1978)
- Història del toreo en México Arxivat 2014-09-11 a Wayback Machine.' ' (1979)